# Фангмейер, Стефан
Стефан Фангмейер (англ. Stefen Fangmeier, род. 9 декабря 1960, Эль-Пасо, Техас, США) — американский специалист по визуальным эффектам, а также режиссёр фильма «Эрагон».

## Биография
Стефан Фангмейер получил степень по информатике в Калифорнийском государственном университете в Домингез Хиллс в 1983 году. Он работал системным программистом и аналитиком обработки изображений в корпорации Aerospace и научном проекте по визуализации в Национальном центре суперкомпьютерных приложений (NCSA) в Университете Иллинойса.
Его первые шаги в индустрии развлечений случились, когда он присоединился к Digital Productions (совместно с Гэри Демосом и Джоном Уитни (младшим). Самой известной их ранней работой была «Последний звездный боец»). В середине 1980-х он работал в подразделении, которое обеспечило обслуживание для фирм и научного сообщества с использованием ЭВМ (чтобы помочь в перерывах между фильмами и коммерческими радиопередачами).
Когда Digital Productions закрылась в 1987 году, он присоединился к Mental Images, создателям технологии механизма рендеринга умственного луча, где он стал директором производства. Тогда Mental Images имели подразделения, которые обслуживали и демонстрировали особенности «умственного луча». В течение его работы он встретил будущих специалистов по спецэффектам — Джона Нельсона (который будет работать в Imageworks и выиграет «Оскара» за «Гладиатора»), и Джона Бертона (который также присоединится к нему в ILM, его последняя работа — «Я, робот»)
Стефан Фангмейер присоединился к ILM в 1990 году, где его первым главным проектом был «Терминатор 2: Судный день» в качестве специалиста по компьютерной графике. Другие проекты, в которых он участвовал — «Капитан Крюк», «Каспер» и «Парк Юрского периода» Его первый проект, где он участвовал в качестве специалиста по спецэффектам, был «Смерч», за который он номинировался на «Оскар» и выиграл приз Британской академии кино и телевидения. Другие его проекты — «Солдатики», «Спасти рядового Райана», «Идеальный шторм», «В поисках Галактики», «Идентификация Борна», «Знаки», «Ловец снов» и «Хозяин морей: На краю Земли»
Его последним проектом в ILM был «Лемони Сникет: 33 несчастья». Он выиграл приз Британской академии кино и телевидения за фильм «Спасти рядового Райана», был номинирован на «Оскар» и выиграл приз Британской академии за «Идеальный Шторм», а также был номинирован на «Оскар», приз Британской академии, а также  и награду VES-Awards за фильм «Хозяин морей: На краю Земли».

## Фильмография
Режиссёр
- 2006 — Эрагон

Визуальные эффекты
| - 1991 — Терминатор 2: Судный день - 1991 — Капитан Крюк - 1993 — Парк юрского периода - 1995 — Каспер - 1996 — Смерч - 1996 — Эффект спускового крючка - 1997 — Скорость 2: Контроль над круизом - 1998 — Солдатики - 1998 — Спасти рядового Райана - 1999 — В поисках Галактики - 2000 — Идеальный шторм - 2001 — Aizea: City of the Wind | - 2002 — Идентификация Борна - 2002 — Знаки - 2003 — Ловец снов - 2003 — Хозяин морей: На краю Земли - 2004 — Лемони Сникет: 33 несчастья - 2005 — Ну что, приехали? - 2008 — Особо опасен - 2011 — Фантом - 2012 — Игра престолов (2-й сезон) - 2013 — Джейк в квадрате - 2014 — Город грехов 2 |

## Награды и номинации
| Категория                                            | Год     | Фильм                         | Итог      |
| «Оскар»                                              | «Оскар» | «Оскар»                       | «Оскар»   |
| ---------------------------------------------------- | ------- | ----------------------------- | --------- |
| Лучшие визуальные эффекты                            | 1997    | • Смерч                       | Номинация |
| Лучшие визуальные эффекты                            | 2001    | • Идеальный шторм             | Номинация |
| Лучшие визуальные эффекты                            | 2004    | • Хозяин морей: На краю Земли | Номинация |
| BAFTA                                                |         |                               |           |
| Лучшие визуальные эффекты                            | 1997    | • Смерч                       | Награда   |
| Лучшие визуальные эффекты                            | 1999    | • Спасти рядового Райана      | Награда   |
| Лучшие визуальные эффекты                            | 2001    | • Идеальный шторм             | Награда   |
| Лучшие визуальные эффекты                            | 2004    | • Хозяин морей: На краю Земли | Номинация |
| «Сатурн»                                             |         |                               |           |
| Лучшие спецэффекты                                   | 1997    | • Смерч                       | Номинация |
| Лучшие спецэффекты                                   | 1999    | • Спасти рядового Райана      | Номинация |
| Лучшие спецэффекты                                   | 2001    | • Идеальный шторм             | Номинация |
| «Спутник»                                            |         |                               |           |
| Лучшие визуальные эффекты                            | 1997    | • Смерч                       | Номинация |
| Лучшие визуальные эффекты                            | 1999    | • Спасти рядового Райана      | Номинация |
| Лучшие визуальные эффекты                            | 2004    | • Хозяин морей: На краю Земли | Награда   |
| Международный кинофестиваль в Каталонии              |         |                               |           |
| Лучшие спецэффекты                                   | 1998    | • Солдатики                   | Награда   |
| Phoenix Film Critics Society Awards                  |         |                               |           |
| Лучшие визуальные эффекты                            | 2001    | • Идеальный шторм             | Номинация |
| Награды Общества специалистов по визуальным эффектам |         |                               |           |
| Лучшие визуальные эффекты в кинофильме               | 2004    | • Хозяин морей: На краю Земли | Номинация |